# مرادنگر
مرادنگر (به انگلیسی: Muradnagar) یک منطقهٔ مسکونی در هند است که در شهرستان قاضی‌آباد واقع شده‌است.

## خصوصیات
مرادنگر ۲۱۵ متر بالاتر از سطح دریا واقع شده‌است.